# هالتوم سیتی
هالتوم سیتی، تگزاس(به انگلیسی: Haltom City, Texas) شهری در ایالت تگزاس از ایالات جنوبی ایالات متحده آمریکا است. در سرشماری سال ۲۰۰۰، جمعیت این شهر ۳۹۰۱۸ نفر اعلام شد.